# Stactobia storai
Stactobia storai is een schietmot uit de familie Hydroptilidae. De soort komt voor in het Palearctisch gebied.